# Tropicis sexcarinatus
Tropicis sexcarinatus es una especie de coleóptero de la familia Ciidae.

## Distribución geográfica
Habita en las Islas Mascareñas.